# Alfred Rieck
Alfred Rieck (5 de agosto de 1914-14 de agosto de 2000) fue un deportista alemán que compitió en remo. Participó en los Juegos Olímpicos de Berlín 1936, obteniendo una medalla de bronce en la prueba de ocho con timonel.

## Palmarés internacional
| Juegos Olímpicos | Juegos Olímpicos  | Juegos Olímpicos  | Juegos Olímpicos |
| Año              | Lugar             | Medalla           | Prueba           |
| ---------------- | ----------------- | ----------------- | ---------------- |
| 1936             | Berlín (Alemania) | Medalla de bronce | Ocho con timonel |